# Racing in the Street
"Racing in the Street" is een nummer van de Amerikaanse artiest Bruce Springsteen. Het nummer werd uitgebracht als de vijfde track van zijn album Darkness on the Edge of Town uit 1978.

## Achtergrond
"Racing in the Street" is geschreven door Springsteen en geproduceerd door Springsteen en zijn manager Jon Landau. Het nummer gaat over een man met een uitzichtloze baan, maar wel plezier haalt uit zijn Chevrolet uit 1969 die hij samen met zijn partner heeft gebouwd. Met deze auto doet hij mee aan straatraces waarmee hij geld verdient. Hij vertelt over twee soorten mensen in de wereld: mensen die het leven langzaam opgeven, en mensen zoals hijzelf die iets vinden om voor te leven. Uiteindelijk verslaat de verteller een concurrent die een vriendin heeft die niet achter de keus van haar vriend staat om in de straten te racen, en niet van het leven houdt. Het nummer bevat inspiraties uit onder meer "Dancing in the Street" van Martha & The Vandellas, "Don't Worry Baby" van The Beach Boys, "Dead Man's Curve" van Jan & Dean, "Tupelo Honey" van Van Morrison, "It's My Life" van The Animals en "Then He Kissed Me" van The Crystals. Springsteen vindt het zelf een van zijn beste nummers.
Tijdens de opnames voor Darkness on the Edge of Town werd er tussen 2 juli en 30 augustus 1977 zeventien dagen gewerkt aan "Racing in the Street", meer dan ieder ander nummer op het album. Tussen 21 en 23 maart 1978 werd het daarnaast nogmaals gemixt. In november en december 1977 werkte Springsteen ook nog aan een versie waarop de harp een grotere rol speelt. Deze versie verscheen uiteindelijk onder de titel "Racing in the Street '78" op het compilatiealbum The Promise uit 2010.
Alhoewel "Racing in the Street" nooit op single werd uitgebracht, bleek het een populair nummer. Springsteen speelde het vaak live tijdens zijn concerten; een opname uit 1981 verscheen op het livealbum Live 1975–85 uit 1986. Na 1985 verdween het uit de concerten om pas in 1995 weer terug te keren. Vanaf 1999 was het weer vaker live te horen. Het nummer werd ook door een aantal artiesten gecoverd, waaronder Emmylou Harris, Roger Taylor en Townes Van Zandt.

## NPO Radio 2 Top 2000
| Nummer met noteringen in de NPO Radio 2 Top 2000 | '20  | '21  | '22  | '23  | '24  |
| ------------------------------------------------ | ---- | ---- | ---- | ---- | ---- |
| Racing in the Street                             | 1750 | 1684 | 1697 | 1664 | 1640 |

1. ↑  Een vetgedrukt getal geeft de hoogste notering aan.
2. ↑  2020 was het eerste jaar met een notering voor dit nummer.

E Street Band: Bruce Springsteen · Roy Bittan · Nils Lofgren · Patti Scialfa · Garry Tallent · Steven Van Zandt · Max Weinberg
Jake Clemons · Charles Giordano · Soozie Tyrell
Voormalige leden: Ernest Carter · Clarence Clemons · Danny Federici · Vini Lopez · David Sancious
Voormalige tourmuzikanten:
Everett Bradley · Barry Danielian · Clark Gayton · Curtis King · Suki Lahav · Ed Manion · The Miami Horns · Cindy Mizelle · Michelle Moore · Tom Morello · Curt Ramm · Jay Weinberg